# Couto de Magalhães de Minas
Couto de Magalhães de Minas is een gemeente in de Braziliaanse deelstaat Minas Gerais. De gemeente telt 4.560 inwoners (schatting 2009).

## Aangrenzende gemeenten
De gemeente grenst aan Diamantina, Felício dos Santos, São Gonçalo do Rio Preto, Serra Azul de Minas en Serro.